# Новодесяткино
Новодесяткино (баш. Яңы Десяткин) — деревня в Бирском районе Республики Башкортостан Российской Федерации. Входит в состав Кусекеевского сельсовета.
Находится на берегу реки Белой.

## География

### Географическое положение
Расстояние до:
- районного центра (Бирск): 14 км,
- центра сельсовета (Кусекеево): 7 км,
- ближайшей ж/д станции (Уфа): 115 км.

## Население
| 2002 | 2009 | 2010 |
| ---- | ---- | ---- |
| 69   | ↘47  | ↗55  |

Согласно переписи 2002 года, преобладающие национальности — марийцы (64 %), русские (33 %).